# Selenia pallidaria
Selenia pallidaria là một loài bướm đêm trong họ Geometridae.